# Vịnh Avacha (vịnh ven bờ)

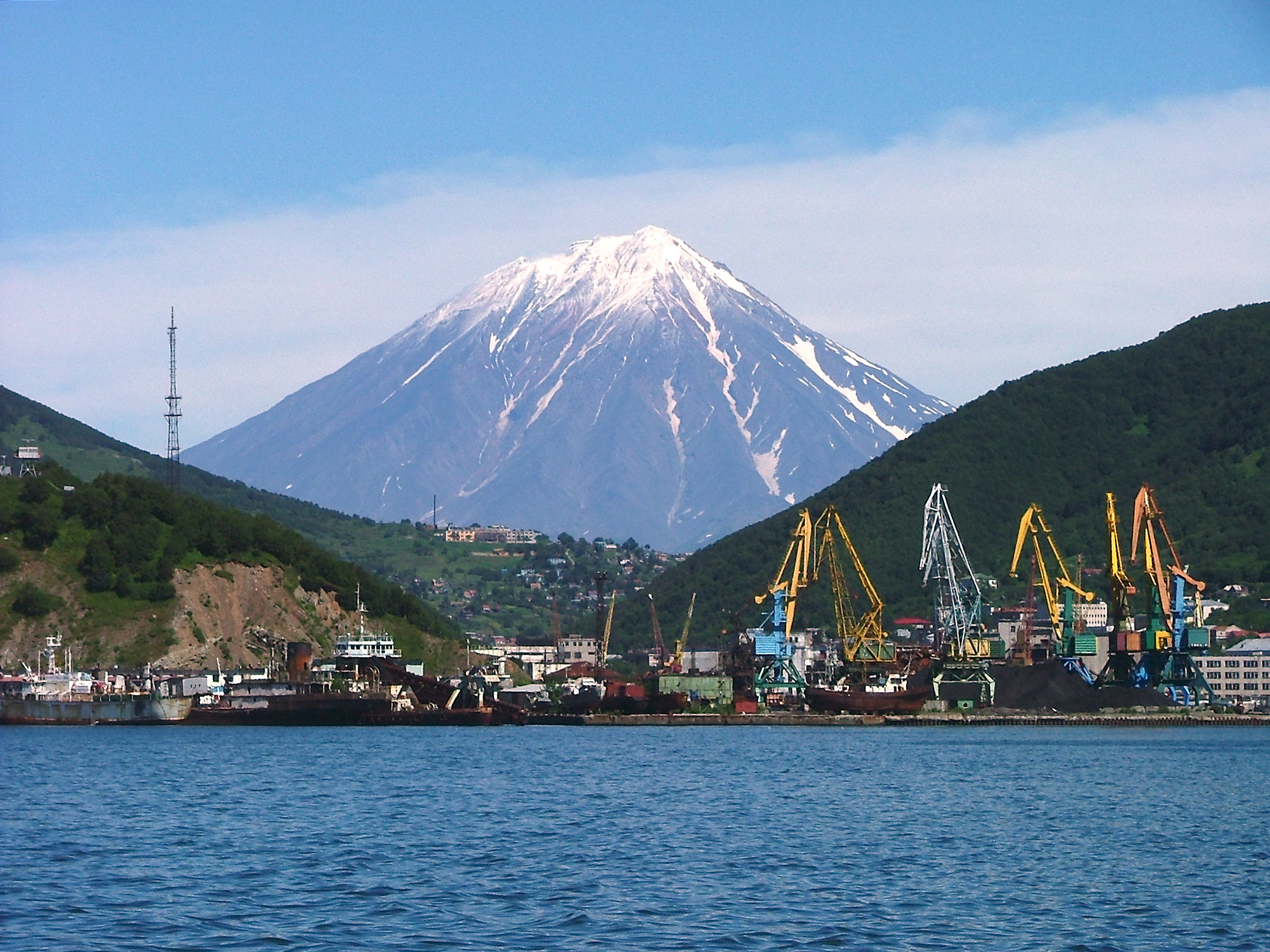
Petropavlovsk và núi Koryaksky nhìn từ vịnh Avacha

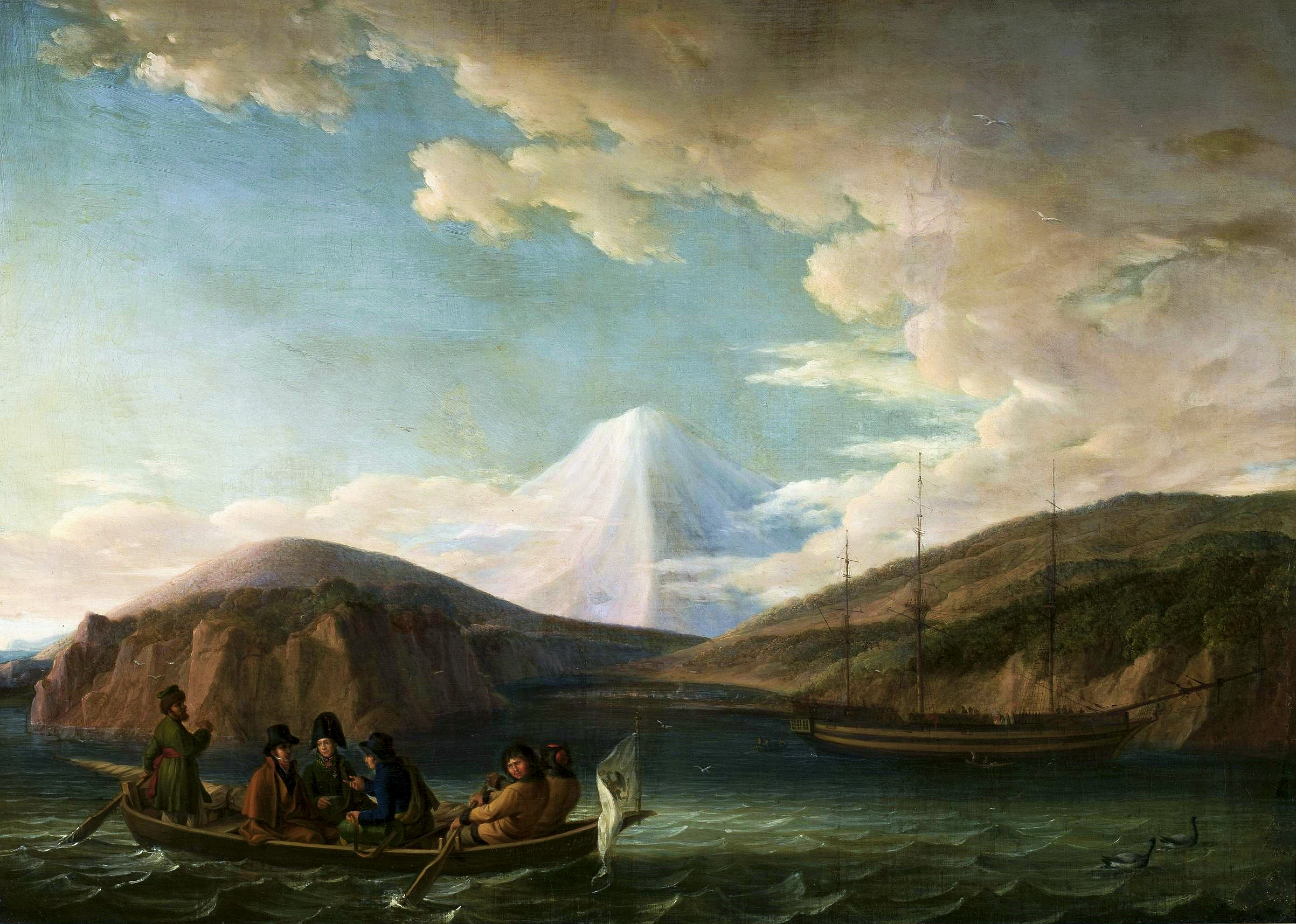
Adam Johann von Krusenstern ở vịnh Avacha của Friedrich Georg Weitsch, khoảng năm 1806, trưng bày tại Bảo tàng quốc gia Warszawa

Vịnh Avacha (tiếng Nga: Авачинская губа, Авачинская бухта) là một vịnh ven bờ ở Thái Bình Dương nằm tại bờ đông nam của bán đảo Kamchatka. Vịnh có chiều dài 24 km, chiều rộng 3 km với độ sâu tối đa là 26 m.
Sông Avacha chảy vào vịnh này. Trên bờ vịnh là thành phố cảng Petropavlovsk-Kamchatsky và thị trấn đã đóng cửa tên Vilyuchinsk. Vịnh Avacha là cửa ngõ giao thông chính của vùng Kamchatka. Vịnh bị đóng băng vào mùa đông.
Vịnh được phát hiện lần đầu tiên bởi nhà hàng hải người Đan Mạch là Vitus Bering vào năm 1729. Nó được khảo sát và lập bản đồ bởi thuyền trưởng Mikhail Tebenkov của hải quân hoàng gia Nga vào thập niên 1830.
Vịnh Avacha là nơi diễn ra vụ các sinh vật ở vùng đáy nước chết hàng loạt vào tháng 9–tháng 10 năm 2020.

## Mô tả
Vịnh Avacha là một trong những vịnh lớn nhất thế giới. Nó có thể chứa vừa bất kỳ con tàu nào trên Trái Đất. Vịnh này nằm bên trong một vịnh lớn hơn là vịnh biển Avacha. Tổng diện tích của vịnh là 215 km². Các con sông chính chảy vào vịnh là sông Avacha và sông Paratunka. Đây là nơi đóng quân của hạm đội Thái Bình Dương Nga.